# ماکس روبر
ماکس روبر (فرانسوی: Max Robert‎؛ زادهٔ ۹ ژوئن ۱۹۶۷) ورزشکار بابسلد اهل فرانسه بود.